# Bubblegum Crisis (jeu de rôle)
Pour la série télévisée, voir Bubblegum Crisis.
Le jeu de rôle Bubblegum Crisis est basé sur la série animée du même nom.
L'action se déroule en 2033 dans ce qui reste de MegaTokyo, grandement dévastée après un tremblement de terre.
Dans les rues de la ville s'affrontent les androïdes (ou Boomers) de la malveillante corporation GENOM et les Knight Sabers (une bande de mercenaires High Tech) appuyés par l'AD Police de la ville.
Ecrit par Benjamin Wright et David Ackerman en 1997, ce jeu est distribué par R. Talsorian Games.
Les règles sont celles du système Fuzion et incluent quelques plugins pour intégrer les éléments particuliers à cet univers.

## Extensions publiées
- Bubblegum Crisis (1996), les règles de base, incluant les règles du système Fuzion et une description détaillée de l'univers.
- Bubblegum Crisis EX (1997), une extension aux règles.
- Bubblegum Crisis Before & After (1998), un décors de campagne décrivant MegaTokyo avant l'arrivée des Knight Sabers (vers 2027) et après la série originale (en 2034)

## Rubriques Connexes
- Bubblegum Crisis, la série animée.